# Лоувілл (селище, Нью-Йорк)
Лоувілл (англ. Lowville) — селище (англ. village) в США, в окрузі Льюїс штату Нью-Йорк. Населення — 3272 особи (2020).

## Географія
Лоувілл розташований за координатами 43°47′12″ пн. ш. 75°29′15″ зх. д. / 43.78667° пн. ш. 75.48750° зх. д. (43.786667, -75.487416).  За даними Бюро перепису населення США в 2010 році селище мало площу 4,95 км², уся площа — суходіл.

## Демографія
Згідно з переписом 2010 року, у селищі мешкало 3470 осіб у 1485 домогосподарствах у складі 905 родин. Густота населення становила 701 особа/км².  Було 1613 помешкання (326/км²).
Расовий склад населення:
| - 96,5 % — білих - 1,4 % — чорних або афроамериканців - 0,5 % — азіатів - 0,3 % — корінних американців - 0,2 % — вихідців з тихоокеанських островів |

До двох чи більше рас належало 0,8 %. Частка іспаномовних становила 1,7 % від усіх жителів.
За віковим діапазоном населення розподілялося таким чином: 24,8 % — особи молодші 18 років, 57,8 % — особи у віці 18—64 років, 17,4 % — особи у віці 65 років та старші. Медіана віку мешканця становила 39,7 року. На 100 осіб жіночої статі у селищі припадало 90,2 чоловіків;  на 100 жінок у віці від 18 років та старших — 84,0 чоловіків також старших 18 років.
Середній дохід на одне домашнє господарство  становив 61 974 долари США (медіана — 51 641), а середній дохід на одну сім'ю — 78 670 доларів (медіана — 67 807). Медіана доходів становила 52 250 доларів для чоловіків та 45 040 доларів для жінок. За межею бідності перебувало 13,6 % осіб, у тому числі 17,3 % дітей у віці до 18 років та 7,5 % осіб у віці 65 років та старших.
Цивільне працевлаштоване населення становило 1532 особи. Основні галузі зайнятості: освіта, охорона здоров'я та соціальна допомога — 40,5 %, виробництво — 11,9 %, роздрібна торгівля — 8,7 %, мистецтво, розваги та відпочинок — 6,7 %.